# Каргач (Кирилловский район)
Каргач — деревня в Кирилловском районе Вологодской области.
Входит в состав Алёшинского сельского поселения, с точки зрения административно-территориального деления — в Мигачевский сельсовет.
Расстояние до районного центра Кириллова по автодороге — 29 км, до центра муниципального образования Шиндалово по прямой — 10 км. Ближайшие населённые пункты — Сосуново, Ивицы, Воробьево.
По переписи 2002 года население — 28 человек (13 мужчин, 15 женщин). Всё население — русские.